# 邢娙娥

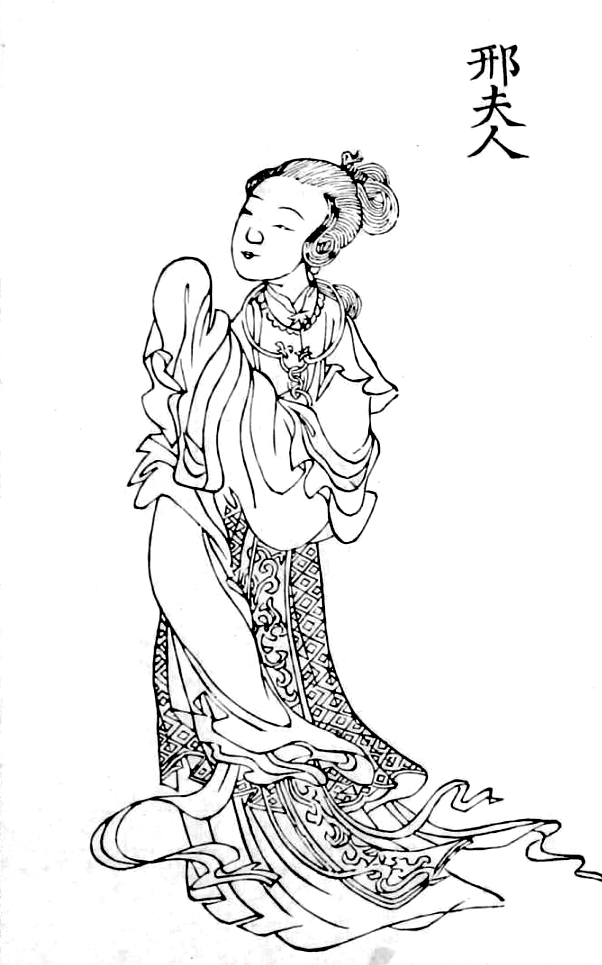
邢夫人像，出自《百美新咏图传》

邢娙娥（?—?），中國西漢時期皇族女性，為漢武帝妃嬪。
邢娙娥與另一位妃嬪尹夫人於同一時期受寵，武帝下詔她們不得相見。
尹夫人向武帝請求看看邢夫人。武帝叫另外一個夫人裝扮成邢夫人，让尹夫人见一见。
尹夫人看了看，說這不是邢夫人。武帝問她怎么看出来的，尹夫人说看她的形体身貌，不像能作為人主的人。武帝令邢夫人穿平常的衣服，亲自前來探望尹夫人。尹夫人望見邢夫人，痛自己不如也。